# Danse avec les loups
Cette page contient des caractères spéciaux ou non latins. S’ils s’affichent mal (▯, ?, etc.), consultez la page d’aide Unicode.
Pour plus de détails, voir Fiche technique et Distribution.
Danse avec les loups (Dances with Wolves), ou Il danse avec les loups au Québec, est un film américain réalisé par Kevin Costner en 1990,. Il s'agit d'une adaptation du roman éponyme écrit en 1988 par Michael Blake.
Kevin Costner est à la fois réalisateur, producteur et acteur principal de son œuvre cinématographique. Le film reçut sept Oscars, trois Golden Globes et l'Ours d'argent pour une réalisation exceptionnelle au Festival international du film de Berlin de 1991. C'est l'un des films les plus récompensés pour une personne ayant travaillé dans le cadre de la réalisation d'un film, en plus d'être aussi producteur et acteur.
Danse avec les loups raconte l'histoire d'un officier nordiste décoré de la guerre de Sécession qui rejoint volontairement, lorsque les combats se terminent, un fort éloigné de toute civilisation. Le campement déserté sur place est isolé de tous. C'est avec les Sioux que l'officier sympathise et le rapprochement devient fraternel. Il est désormais surnommé « Danse avec les loups » et abandonne son poste pour vivre à leurs côtés.

## Synopsis
En 1863, durant la guerre de Sécession, le lieutenant Nordiste John Dunbar se trouve dans une tente militaire où des soins doivent lui être prodigués : il est très gravement blessé à un pied. Les soignants décident d'une amputation à venir, mais ils sont las d'en réaliser à la chaîne et ils souhaitent prendre leur repas avant de s'occuper de lui.
Profitant que les médecins s'éloignent, l'officier remet sa botte, grimpe sur un cheval au hasard et se décide à mettre fin à ses jours. Sans la moindre logique apparente, il se lance au galop sans arme dans un aller-retour suicidaire devant les lignes ennemies qui sont à quelques mètres de lui. Il échappe miraculeusement aux balles, tandis que son mouvement revigore ses compagnons qui lancent un assaut décisif. Le général Tide est témoin du coup d'éclat de Dunbar - qu'il prend à tort pour de la bravoure. Devant la supplication du lieutenant à conserver sa jambe, le général lui accordera les meilleurs soins.
Décoré et entièrement rétabli, Dunbar à qui on a donné Cisco, le cheval de sa folle chevauchée, se rend à Fort Hays où il est affecté à sa demande à un avant-poste en territoire indien pour voir la « Frontière » avant qu'elle n'ait disparu. Le major Fambrough, à qui il s'adresse, est victime de démence en plus d'avoir un corps meurtri. Lui parlant avec emphase, il lui signe son ordre de mission pour Fort Sedgwick et se suicide peu après. Durant plusieurs jours, Dunbar parcourt la plaine de l’Ouest sauvage en compagnie du muletier Timmons chargé d'apporter vivres et armes au fort. Il consigne également tous ses faits dans un journal. Mais le fort se révèle mystérieusement délabré et désert. Le lieutenant décide néanmoins de rester et le muletier repart en promettant d'informer l'armée de la situation.
Désormais seul, Dunbar s'affaire aux tâches pour remettre le camp en état. Il s'astreint à une discipline militaire. Il découvre perplexe des abris creusés jouxtant le fort ainsi que des cervidés morts dans un étang. Entretemps, Timmons est tué sur le retour par des Pawnees, supprimant le dernier témoin de la présence de Dunbar au fort. Ignorant ces faits, le lieutenant patiente durant un mois et patrouille avec Cisco toujours plus loin, consignant dans son journal ses observations en attendant l’arrivée de renforts hypothétiques. Il rencontre aussi un loup et face à la passivité de l'animal, tente lentement de l'apprivoiser au fil des jours, lui donnant pour surnom « Chaussettes ».
Un jour où il se lave à l'étang, il découvre un Sioux fouillant le camp. Le soldat se terre, mais lorsque l'Indien tente de capturer Cisco, l'officier s'élance vers lui et le fait fuir. Sa présence révélée, Dunbar décide d'enterrer le gros de ses provisions et ses armes et effectue des tours de garde réguliers. Chez les Sioux (Lakotas), le chaman « Oiseau Bondissant » fait part de la présence du soldat au fort et entrevoit l'opportunité d'établir un contact entre son peuple et les blancs. L'impétueux « Cheveux au Vent » déclare qu'il faut le tuer, mais le sage « Jarret de Pierre » pense qu'un tel acte amènerait des représailles. Le chef « Dix Ours » reste indécis. Témoins de la réunion, le jeune « Sourit Beaucoup » et deux de ses copains tentent de voler Cisco, le soir même, imités, le lendemain, par « Cheveux au Vent » avec quelques guerriers, mais le cheval, fidèle à son maître, parviendra à se libérer tout seul à chaque fois, sous le regard ébahi des Sioux.
Dunbar décide alors de prendre les devants et part à la recherche du camp indien. Sur le chemin, il trouve et sauve une indienne blanche, nommée « Dressée avec le Poing » qui se scarifiait les avant-bras (acte courant lors d'un deuil) et la ramène aux siens. Une fois sur place, le contact est bref et tendu, mais les Indiens le laissent repartir. Le soir, « Dix Ours » souhaite que « Cheveux au Vent » et « Oiseau Bondissant » aillent parler au soldat. Les deux Indiens se rendent donc au fort sous escorte et échangent avec Dunbar leurs premiers mots. Les échanges qui suivent permettent d'abaisser la méfiance réciproque, malgré une communication difficile. Dunbar comprend, cependant, que les Sioux attendent fébrilement l'arrivée des bisons.
« Dressée avec le Poing » est sollicitée par « Oiseau Bondissant » pour servir d'interprète. Elle a conservé quelques rudiments d'anglais, sa langue natale, après avoir été recueillie, très jeune, à la suite du massacre de sa famille par des Pawnees. Les échanges s'en retrouvent grandement facilités, mais le soldat Dunbar se refuse à en dire trop. Une nuit, il découvre une harde de bisons près de son fort et part prévenir les Sioux, gagnant encore en respect de leur part. Le camp déménage pour suivre la trace du troupeau, mais les voyageurs sont témoins du massacre gratuit de bisons par des Blancs. Bientôt, les Sioux s'établissent près du troupeau et peuvent chasser pour leur survie, Dunbar sauvant même « Sourit Beaucoup » d'une charge d'un bison blessé. Après plusieurs jours de chasse, les Sioux repartent et laissent Dunbar à son fort. Mais le soldat s'y lasse, malgré la présence de « Chaussettes », et ne souhaite que revoir ses nouveaux amis.
Il décide de leur rendre visite, mais ne voulant pas risquer la vie du loup, lui court après pour le faire fuir, ce qui n'échappe pas aux Indiens. Il passe l'automne avec eux, mais se borne à en dire peu sur l'arrivée probable de Blancs dans la région. Alors que la plupart des guerriers partent combattre les Pawnees, Dunbar demande à en être, mais « Oiseau Bondissant » demande à celui qu'ils nomment désormais « Danse avec les Loups » de demeurer au camp pour veiller sur sa famille.
Au fil des jours, Dunbar parfait son langage lakota grâce à « Dressée avec le Poing » dont il tombe sous le charme, mais la femme se ferme, car toujours en deuil de son mari, ce que confirmera « Jarret de Pierre » à Dunbar. L'homme repart à son fort et retrouve « Chaussettes » qui parvient pour la première fois à lui manger dans la main. Il retrouve ensuite « Dressée avec le Poing » chez les Indiens et tous deux finissent par se donner l'un à l'autre. Mais le soir même, des guerriers Pawnees sont aperçus en route pour le camp. Dunbar demande à « Dix Ours » à partir au fort et récupère, avec « Sourit Beaucoup », son stock de fusils enterrés. Au jour, les armes à feu des Sioux repoussent victorieusement leurs ennemis malgré la perte de « Jarret de Pierre ». Les guerriers Sioux reviennent au camp et Dunbar est de nouveau traité en héros.
Sous conseil de son épouse « Châle Noir », « Oiseau Bondissant » finit par lever le deuil de « Dressée avec le Poing ». Elle et Dunbar se marient donc avec son aval et décident d'avoir un enfant. Plus tard, Dunbar confirme à « Oiseau Bondissant » que les Blancs finiront par arriver en nombre. « Dix Ours » leur montre à tous deux un casque de conquistador, transmis par ses ancêtres, et leur confirme que les Blancs ont toujours convoité ces terres. Ils ont toujours été repoussés, mais peut-être pas cette fois-là.
La tribu décide de migrer pour l'hiver, mais Dunbar souhaite récupérer son journal pour ne pas laisser d'indices compromettants. L'officier repart au fort, mais une fois sur place, il découvre que la relève est arrivée. Vêtu en Indien, le lieutenant se fait tirer dessus par les soldats et son brave Cisco est mortellement touché. Capturé, Dunbar décline son grade et son nom et mentionne son journal ainsi que son ordre de mission. Mais le précieux document semble avoir disparu. Dunbar est sommé de guider la troupe jusqu'aux Indiens, mais il refuse de coopérer. Jugé comme traître, il reste captif au milieu d'hommes illettrés et brutaux en attendant son transfert vers l'Est. L'un d'eux a subtilisé le précieux journal et s'en sert même comme papier hygiénique. Mais deux Sioux envoyés au fort en reconnaissance sont témoins des événements.
John Dunbar est convoyé par des soldats qui tentent en chemin de tuer « Chaussettes » qui s'était montré pour accompagner son maître. Dunbar essaie de les empêcher, mais en vain. Un gradé met fin à ce jeu stupide, mais le loup, touché, finira par mourir. Alors que la caravane traverse un gué, les Sioux, menés par « Cheveux au Vent », attaquent le convoi et tuent les soldats tandis que le dernier survivant est tué par « Sourit Beaucoup ». Le jeune garçon s'assied ensuite près de la rivière où flotte désormais le journal échappé du corps d'un des geôliers.
Le petit groupe rejoint finalement le campement d'hiver et « Danse avec les Loups » peut retrouver sa bien-aimée. Il déclare peu après au conseil que l'armée le considère comme un traître et sa recherche risque de mettre en péril la communauté. Il persuade ses amis de déplacer le camp, mais déclare aussi qu'il devra les quitter pour pouvoir un jour s'expliquer. Mais « Dix ours » relativise ; pour lui, le soldat qu'il était n'est plus, seul subsiste « Danse avec les Loups ». Mais sa décision est irrévocable et « Dressée avec le Poing » souhaite l'accompagner.
Après un dernier échange avec « Oiseau Bondissant » et « Sourit Beaucoup » qui lui restitue son journal qu'il a trouvé dans la rivière, « Danse avec les Loups » et « Dressée avec le Poing » quittent les Sioux sous les cris admirateurs de « Cheveux au Vent ». L'armée trouvera plus tard le campement déserté, un loup hurlant dans le lointain. Un dernier intertitre mentionne que 13 ans plus tard, la dernière tribu Sioux libre se soumettra à l'autorité blanche à Fort Robinson au Nebraska. La grande culture des plaines s'est éteinte, la « Frontière » appartient au passé.

## Fiche technique
Sauf mention contraire, cette fiche technique est établie à partir d'IMDb.
- Titre français : Danse avec les loups
- Titre original : Dances with Wolves
- Réalisation : Kevin Costner
- Scénario : Michael Blake, d'après son propre roman
- Musique : John Barry
- Direction artistique : William Ladd Skinner
- Décors : Lisa Dean (en)
- Costumes : Elsa Zamparelli (en)
- Photographie : Dean Semler
- Son : Robert Fitzgerald
- Montage : William Hoy
- Production : Kevin Costner, Jim Wilson (en)
- Sociétés de production[4] : Tig Productions, Majestic Films International
- Sociétés de distribution : Image Entertainment, MGM Home Entertainment, Orion Pictures Corporation (États-Unis), Guild Home Video, (Royaume-Uni), AMLF (France)
- Budget de production : 19 000 000 $
- Pays de production :  États-Unis,  Royaume-Uni
- Langues originales : anglais, lakota, pawnee
- Format[5] : couleurs - 2,35:1 - 35 mm - son DTS / Dolby Digital /SDDS
- Genre : aventure, drame, western
- Durée : 181 minutes / 236 minutes (version longue 1992 remasterisée)
- Dates de sortie[6] :
  - États-Unis : 21 novembre 1990
  - Royaume-Uni : 8 février 1991
  - France : 20 février 1991

## Distribution
- Kevin Costner (VF : Jean-Marie Winling ; VQ : Marc Bellier) : Lt. John J. Dunbar / « Danse avec les Loups » (lakota : Šuŋgmánit Tȟáŋka Ób Wačhí)[7]
- Mary McDonnell (VF : Marie Vincent ; VQ : Claudine Chatel) : Christine adulte / « Dressée avec le Poing » (lakota : Napépȟeča Nážiŋ Wiŋ)[8]
- Graham Greene (VF : Benoît Allemane) : « Oiseau Bondissant » (lakota : Ziŋtká Nagwáka), le sorcier de la tribu[9]
- Rodney A. Grant : « Cheveux au Vent » (lakota : Pȟehíŋ Otȟáte)[10]
- Floyd Westerman : Chef « Dix Ours » (lakota : Matȟó Wikčémna)[11]
- Jimmy Herman (en) : « Jarret de Pierre » (Stone Calf en VO) (lakota : Íŋyaŋ Ptehíŋčala) vieil homme sage de la tribu
- Nathan Lee Chasing His Horse (en) : « Sourit Beaucoup », (lakota : Iȟá S’a) jeune guerrier sioux
- Tantoo Cardinal : « Châle Noir » (lakota : Šiná Sápa Wiŋ), épouse de « Oiseau Bondissant »
- Wes Studi : Le féroce guerrier Pawnee, tué par l'ensemble de la tribu sioux
- Michael Spears : « Loutre » (Otter en VO) (lakota : Ptáŋ)
- Jason R. Lone Hill : Worm (en VO) (lakota : Waglúla)
- Doris Leader Charge : « Joli Bouclier », épouse du Chef Dix Ours
- Donald Hotton (VF : Jean Michaud) : Général nordiste Tide
- Tom Everett (VF : Jacques Bouanich) : Sergent nordiste Pepper
- Frank.P Costanza : soldat sudiste Tucker
- Maury Chaykin (VF : Michel Barbey ; VQ : Yves Massicotte) : Major Fambrough
- Robert Pastorelli (VF : Jean-Yves Chatelais ; VQ : Luis de Cespedes) : le muletier Timmons
- Wayne Grace (VF : William Sabatier ; VQ : Ronald France) : major Hatch, nouveau commandant du Fort Sedgewick
- Charles Rocket : Lieutenant Elgin
- Larry Joshua (nl) (VQ : Aubert Pallascio) : Sergent Bauer
- Tony Pierce (VQ : Sébastien Dhavernas) : Spivey
- Kirk Baltz (VQ : Bernard Fortin) : Edwards
- Annie Costner : Christine enfant
- Jim Wilson (VF : Éric Herson-Macarel): le docteur
- Michael Horton (en) (VF : Patrick Poivey) : Capitaine Cargill (en version longue)

Sources et légende : Version française (VF) sur AlloDoublage

## Production

### Genèse du projet
Michael Blake avait écrit un premier scénario au début des années 1980. Lorsque Kevin Costner en eut vent, il suggéra à Blake de plutôt transformer cet écrit en un roman, pour accroître ses chances d'en faire un film. Le scénariste suivit son conseil, et finit par trouver un éditeur en 1988. Costner acheta immédiatement les droits du livre pour le cinéma, afin de réaliser Danse avec les loups.

### Tournage
Premier film de Kevin Costner, le film est doté d'un budget initial de 15 millions $. La plupart des dialogues sont parlés en langue Lakota avec des sous-titres en français. Le film est tourné de juillet à novembre 1989 dans le Dakota du Sud et dans le Wyoming. Alors que le plan de tournage est prévu pour 60 jours, il en durera 108, forçant Kevin Costner à verser un bon quart du budget de sa poche pour finir le film. Les dialogues, en langue Lakota, sont traduits par Doris Leader Charge (« Joli Bouclier », dans le film), du département d'étude du Lakota de l'université Sinte Gleska, située à Mission, dans le Dakota du Sud, sur la réserve Sioux de Rosebud.

### Distribution
Les rôles d'Amérindiens dans le film sont interprétés par de véritables Amérindiens (Sioux pour la plupart) qui parlent ou ont réappris la langue sioux, le lakota, grâce notamment à Doris Leader Charge, seule véritable représentante du peuple sioux et originaire du Dakota du Sud.
Le personnage « Dressée avec le Poing » du film est inspiré de Cynthia Ann Parker.

## Version longue
Un an après la sortie du film en salles, une version longue ressort dans certaines salles de cinéma à travers le monde. Ce nouveau montage de 236 minutes rétablit près d'une heure de scènes qui avaient été retirées pour sa sortie initiale.
Cette version longue director's cut sort ensuite en Laserdisc en 1993. Elle est plus tard rééditée en DVD édition spéciale en 2003. Enfin, le film ressort en Blu-Ray en 2009 dans cette même version.
Ces scènes coupées sont présentes dans le roman et permettent d'éclairer un peu le scénario :
- On apprend notamment ce qui s'est passé à Fort Sedgewick avant l'arrivée de Dunbar. Le détachement qui l'a précédé s'est fait voler ses chevaux ; plusieurs hommes ont déserté et l'intendance semble les avoir oubliés depuis longtemps. Le capitaine Cargill responsable du fort décida alors de quitter les lieux à pied avec le reste de sa troupe.
- « Oiseau bondissant » ne révèle pas tout de suite aux siens la présence du soldat au fort. Troublé par ce qu'il a vu, il gardera le silence durant deux jours avant de se livrer à « Dix ours ».
- « Dressée avec le Poing » est vue pleurant sur le corps de son défunt mari tué lors d'un combat, ce qui justifiera plus tard son geste désespéré.
- « Cheveux au Vent », « Sourit Beaucoup » et d'autres membres de la tribu aident « Danse avec les Loups » à collecter des présents pour en faire don à « Oiseau Bondissant » afin d'accepter son mariage avec sa fille adoptive. Dans le roman, c'est « Jarret de Pierre » et non « Sourit Beaucoup » qui aidera « Danse avec les Loups »[15].
- Lors d'une promenade à cheval dans les montagnes, « Danse avec les Loups » et « Oiseau Bondissant » découvrent un campement de trappeurs abandonné ; l'environnement est pollué, saccagé, et de nombreux animaux ont été tués. Cela poussera l'ancien soldat à confirmer l'arrivée prochaine des Blancs sur le territoire indien.

## Différences avec le roman
- La scène d'ouverture du film de l'acte suicidaire de Dunbar ainsi que la narration de sa convalescence sont relatées dans le roman sous la forme d'un souvenir du héros alors déjà en poste au Fort Sedgewick[16].
- Contrairement au film (dans sa version longue), le roman détaille davantage le sort et la fin heureuse du capitaine Cargill et ses hommes. Le major Fambrough qui envoya le lieutenant Dunbar ne se suicide pas non plus. Devenu sénile, il est renvoyé à l'Est et si ses allégations permettent de comprendre l'envoi d'un chariot, nul ne sera au courant de la présence d'un officier au Fort Sedgewick[17].
- Dans le roman, Dunbar rencontre des Comanches et non des Sioux, ce qui laisse entendre que le lieu de l'action est différent[18].
- Certains noms ont été légèrement modifiés, du moins dans la version française : « Dressée avec le Poing » s'appelait « Celle Qui Se Dresse Avec Un Poing Fermé »[19], « Oiseau Bondissant » « Oiseau Frappeur »[20], « Chaussettes » « Deux Bottes »[21], « Cheveux au vent » « Vent Dans Les Cheveux »[22] et « Jambe de Pierre » « Jarret de Pierre »[23].
- Dans le roman, « Oiseau Bondissant » possède deux épouses [24].
- On apprend dans le roman que « Dressée avec le Poing » devient indienne à 14 ans alors que dans le film, celle qui s'appelait encore Christine semble avoir moins de 10 ans[25]. Par ailleurs, la jeune femme aura beaucoup plus de difficulté pour réapprendre à parler sa langue natale que dans le film[26].
- Lors de la chasse, Dunbar sauve « Sourit Beaucoup » d'une charge d'un bison blessé, une scène absente du livre[27].
- « Jarret de Pierre » n'apparaît dans le roman qu'après le départ des guerriers partis combattre les Pawnees[23]. Dans le film, il est présent lors du premier conseil indien et se substitue à un autre sage du livre nommé « Corne de buffle »[28]. C'est également lui et non « Sourit Beaucoup » qui accompagnera Dunbar au fort récupérer les fusils en compagnie de deux autres hommes[29]. Par ailleurs, « Jarret de Pierre » survivra également à la bataille contre les Pawnees, contrairement au film[30].
- Dans le film, « Chaussettes » est tué par des soldats lors du convoyage de Dunbar. Dans le livre, le loup est tué aux environs de Sedgewick et son corps ramené au fort, entraînant le déferlement de colère de Dunbar[31], à l'instar de la réaction de ce dernier, dans le film, à la vue du corps de Cisco.
- Dans le roman, « Oiseau Bondissant » et « Jarret de Pierre » sont présents lors du sauvetage de Dunbar sur la rivière tandis que « Sourit Beaucoup » en est absent[32].
- La fin du film diffère également un peu de celle du roman. Ainsi dans ce dernier, si « Danse avec les Loups » souhaite quitter la tribu avec son épouse, la fin reste ouverte quant à leur départ ou non du camp. Le dernier échange aura lieu également entre lui et « Dix Ours » ; les dernières scènes, avec « Oiseau Bondissant », « Sourit Beaucoup » (par ailleurs très peu présent dans le livre), et « Cheveux au vent » ne sont présentes que dans le film[33].

## Accueil

### Box office
Le film a connu un très important succès commercial, rapportant environ 424 208 000 $ au box-office mondial, dont 184 208 000 $ en Amérique du Nord (43.5 millions d'entrées vendues sur le sol américain), pour un budget de 19 000 000 $. En France, il a réalisé 7 280 124 entrées.

### Critiques
Il a reçu un accueil critique favorable, recueillant 80 % de critiques positives, avec une note moyenne de 7,2/10 et sur la base de 55 critiques collectées, sur le site agrégateur de critiques Rotten Tomatoes.

## Distinctions
Cette section récapitule les principales récompenses et nominations obtenues par le film. Pour une liste exhaustive, se référer à l'Internet Movie Database.

### Récompenses et nominations
| Année | Distinction                          | Catégorie                                         | Nom                                                                      | Résultat   |
| ----- | ------------------------------------ | ------------------------------------------------- | ------------------------------------------------------------------------ | ---------- |
| 1990  | Los Angeles Film Critics Association | Meilleur film                                     | Danse avec les loups                                                     | Nomination |
| 1990  | Los Angeles Film Critics Association | Meilleur réalisateur                              | Kevin Costner                                                            | Nomination |
| 1990  | Los Angeles Film Critics Association | Prix New Generation Award                         | Kevin Costner                                                            | Nomination |
| 1990  | National Board of Review             | Meilleur film                                     | Danse avec les loups                                                     | Lauréat    |
| 1990  | National Board of Review             | Meilleur réalisateur                              | Kevin Costner                                                            | Lauréat    |
| 1990  | National Board of Review             | Top 10 films                                      | Danse avec les loups                                                     | Lauréat    |
| 1991  | Festival de Berlin                   | Ours d'argent pour une réalisation exceptionnelle | Kevin Costner                                                            | Lauréat    |
| 1991  | Festival de Berlin                   | Ours d'or                                         | Kevin Costner                                                            | Nomination |
| 1991  | Chicago Film Critics Association     | Meilleure photographie                            | Dean Semler                                                              | Lauréat    |
| 1991  | Chicago Film Critics Association     | Meilleur film                                     | Danse avec les loups                                                     | Nomination |
| 1991  | Chicago Film Critics Association     | Meilleur réalisateur                              | Kevin Costner                                                            | Nomination |
| 1991  | Chicago Film Critics Association     | Meilleur scénario                                 | Michael Blake                                                            | Nomination |
| 1991  | David di Donatello                   | Meilleur film étranger                            | Kevin Costner                                                            | Nomination |
| 1991  | David di Donatello                   | Meilleur acteur étranger                          | Kevin Costner                                                            | Nomination |
| 1991  | Golden Globes                        | Meilleur réalisateur                              | Kevin Costner                                                            | Lauréat    |
| 1991  | Golden Globes                        | Meilleur scénario                                 | Michael Blake                                                            | Lauréat    |
| 1991  | Golden Globes                        | Meilleur film dramatique                          | Danse avec les loups                                                     | Lauréat    |
| 1991  | Golden Globes                        | Meilleur acteur dans un film dramatique           | Kevin Costner                                                            | Nomination |
| 1991  | Golden Globes                        | Meilleure actrice dans un second rôle             | Mary McDonnell                                                           | Nomination |
| 1991  | Golden Globes                        | Meilleure musique de film                         | John Barry                                                               | Nomination |
| 1991  | Oscars du cinéma                     | Meilleur film                                     | Danse avec les loups                                                     | Lauréat    |
| 1991  | Oscars du cinéma                     | Meilleur réalisateur                              | Kevin Costner                                                            | Lauréat    |
| 1991  | Oscars du cinéma                     | Meilleur montage                                  | Neil Travis                                                              | Lauréat    |
| 1991  | Oscars du cinéma                     | Meilleure musique du film                         | John Barry                                                               | Lauréat    |
| 1991  | Oscars du cinéma                     | Meilleure photographie                            | Dean Semler                                                              | Lauréat    |
| 1991  | Oscars du cinéma                     | Meilleur mixage de son                            | Bill W. Benton, Jeffrey Perkins, Gregory H. Watkins, Russell Williams II | Lauréat    |
| 1991  | Oscars du cinéma                     | Meilleur scénario adapté                          | Michael Blake                                                            | Lauréat    |
| 1991  | Oscars du cinéma                     | Meilleur acteur                                   | Kevin Costner                                                            | Nomination |
| 1991  | Oscars du cinéma                     | Meilleur acteur dans un second rôle               | Graham Greene                                                            | Nomination |
| 1991  | Oscars du cinéma                     | Meilleure actrice dans un second rôle             | Mary McDonnell                                                           | Nomination |
| 1991  | Oscars du cinéma                     | Meilleurs décors                                  | Jeffrey Beecroft, Lisa Dean                                              | Nomination |
| 1991  | Oscars du cinéma                     | Meilleure création de costumes                    | Elsa Zamparelli                                                          | Nomination |
| 1992  | BAFTA Awards                         | Meilleur film                                     | Kevin Costner, Jim Wilson                                                | Nomination |
| 1992  | BAFTA Awards                         | Meilleur réalisateur                              | Kevin Costner                                                            | Nomination |
| 1992  | BAFTA Awards                         | Meilleur acteur                                   | Kevin Costner                                                            | Nomination |
| 1992  | BAFTA Awards                         | Meilleur scénario                                 | Michael Blake                                                            | Nomination |
| 1992  | BAFTA Awards                         | Meilleure photographie                            | Dean Semler                                                              | Nomination |
| 1992  | BAFTA Awards                         | Meilleur montage                                  | Neil Travis                                                              | Nomination |
| 1992  | BAFTA Awards                         | Meilleurs maquillages et coiffures                | Francisco X. Pérez                                                       | Nomination |
| 1992  | BAFTA Awards                         | Meilleure musique de film                         | John Barry                                                               | Nomination |
| 1992  | BAFTA Awards                         | Meilleur son                                      | Bill W. Benton, Jeffrey Perkins, Gregory H. Watkins, Russell Williams II | Nomination |
| 1992  | Grammy Awards                        | Meilleure bande originale                         | John Barry                                                               | Lauréat    |
| 1992  | Prix du film Mainichi                | Meilleur film étranger                            | Kevin Costner                                                            | Lauréat    |
| 1992  | Ruban d'argent                       | Meilleurs costumes                                | Elsa Zamparelli                                                          | Nomination |